# Cartilagine del setto
La cartilagine del setto nasale è una cartilagine principale del naso, costituita di cartilagine ialina. È una lamina quadrilatera irregolare, impari e mediana disposta sagittalmente. Le due facce laterali determinano la divisione tra le fosse nasali destra e sinistra (insieme al vomere e alla lamina perpendicolare dell'etmoide). 
Il margine postero-superiore si articola con la lamina perpendicolare dell'etmoide, quello postero-inferiore s'incunea in una doccia sul margine anteriore del vomere. Il margine antero-superiore continua la sutura internasale delle ossa nasali e delle due cartilagini laterali; infine il margine antero-inferiore, breve e arrotondato, è interposto tra le cartilagini alari.
Tra la porzione anteriore del margine postero-inferiore della cartilagine del setto e il vomere può trovarsi anche la cartilagine vomero-nasale.